# Тахтабродський сільський округ
Тахтабро́дський сільський округ (каз. Тақтаболат ауылдық округі, рос. Тахтабродський сельский округ) — адміністративна одиниця у складі району імені Габіта Мусрепова Північноказахстанської області Казахстану. Адміністративний центр — село Тахтаброд.
Населення — 1615 осіб (2021; 2281 у 2009, 3124 у 1999, 4462 у 1989).
Станом на 1989 рік існували Ковильна сільська рада (села Ковильне, Привольне, Сазоновка) та Тахтабродська сільська рада (села Литвиновка, Рухловка, Тахтаброд, селище Тахтаброд) колишнього Чистопольського району. Село Сазоновка було ліквідоване 2013 року.

## Склад
До складу округу входять такі населені пункти:
| Населений пункт   | Старі назви | Населення, осіб (1989) | Населення, осіб (1999) | Населення, осіб (2009) | Населення, осіб (2021) |
| ----------------- | ----------- | ---------------------- | ---------------------- | ---------------------- | ---------------------- |
| Ковильне, село    | -           | 667                    | 445                    | 379                    | 361                    |
| Литвиновка, село  | -           | 413                    | 324                    | 294                    | 170                    |
| Привольне, село   | -           | 272                    | 206                    | 28                     | 7                      |
| Рухловка, село    | -           | 282                    | 246                    | 115                    | 50                     |
| Сазоновка, село   | -           | 191                    | 65                     | 6                      | -                      |
| Тахтаброд, село   | -           | 2537                   | 1838                   | 1459                   | 1027                   |
| Тахтаброд, селище | -           | 100                    | -                      | -                      | -                      |